# Abdullahi Issa
Abdullahi Issa Mohamud (en somalí: Cabdullaahi Ciise Maxamuud; en árabe: عبد الله عيسى محمد‎; Afgooye, 1921 - Roma, 24 de marzo de 1988) fue un político somalí, que se desempeñó como primer ministro del Fideicomiso de Somalia, ocupando el cargo desde el 29 de febrero de 1949 al 7 de julio de 1960.

## Biografía
Nació en 1921 en la ciudad sureña de Afgooye, en la entonces Somalia italiana. Apodado "Bidaar", Issa frecuentaba una institución primaria italiana en la capital Mogadiscio, así como una escuela coránica local (madrasa). Cuando estalló la Segunda Guerra Mundial, todavía era estudiante.
Posteriormente, se trasladó al puerto de Merca a los 16 años, donde trabajaría como empleado de correos entre 1939 y 1941. Posteriormente regresó a Mogadiscio y asumió un puesto en el Departamento de Asuntos Económicos. Tras la ocupación militar británica de la Somalia italiana a principios de la década de 1940, fue relevado de sus funciones. Luego se embarcó en una larga carrera empresarial.
Después de la agitación de los años de la guerra, Issa se unió a la Liga de la Juventud Somalí (SYL por sus siglas en inglés) en sus inicios. Era un ejemplo de la élite política somalí de la época, ya que era «joven (38 años), inteligente, en gran medida autodidacta, confiado y decidido». Rápidamente ascendió de rango hasta convertirse en uno de los líderes del partido. En 1948, fue nombrado miembro del comité central del SYL y, finalmente, secretario general.
Posteriormente, viajó a París (Francia) y Nueva York (Estados Unidos) como delegado de la SYL para proclamar el derecho del pueblo somalí a la independencia. De 1950 a 1954 representó al SYL en el Consejo de Administración Fiduciaria de las Naciones Unidas. Después de ser elegido diputado del SYL en las elecciones parlamentarias de 1956, fue llamado ese mismo año para formar el primer gobierno de Somalia, convirtiéndose así en el primer Primer Ministro de la nación.
Reelegido en las elecciones parlamentarias de 1959, fue reconfirmado como primer ministro y ocupó durante algún tiempo también las carteras de Relaciones Exteriores, Interior y Gracia y Justicia. En el gobierno formado tras la independencia de Somalia en julio de 1960, Issa fue nombrado posteriormente Ministro de Relaciones Exteriores. En este cargo, participó en numerosas convenciones internacionales, en particular la Asamblea General de las Naciones Unidas y las conferencias de Addis Abeba, entre otras ciudades. Con la conclusión de las elecciones generales de marzo de 1964, Issa regresó a la Asamblea Nacional como diputado del SYL por Beledweyne.
Unos años más tarde, el Consejo Supremo Revolucionario (CRS) tomó el poder. Posteriormente, el nuevo gobierno militar nombró a Issa embajador de Somalia en Suecia en 1974. Ocupó el cargo hasta principios de 1983, cuando renunció tras una larga carrera en la política.
Issa pasó sus años de retiro en Roma, Italia. Murió allí en marzo de 1988 y fue transportado a Mogadiscio para su entierro.